# Stadtarchiv Homburg
Das Stadtarchiv Homburg ist das Archiv der Kreisstadt Homburg und organisatorisch als Abteilung Denkmalpflege und Stadtgeschichte dem Amt für Kultur und Tourismus zugeordnet. Rechtliche Grundlagen sind das Saarländische Archivgesetz vom 23. September 1992 sowie die Satzung über die Aufgaben und die Benutzung des Stadtarchivs in der Kreisstadt Homburg (Archivsatzung) vom 11. Februar 2011.

## Geschichte
Die Anfänge des Stadtarchivs reichen bis zur Gründung des Historischen Vereins Homburg im Jahr 1918 zurück, welche mit dem Aufbau einer stadtgeschichtlichen Sammlung begann, die 1926 auf Empfehlung des Bayerischen Staatsarchivs München mit den städtischen Archivbeständen vereinigt wurde. 1929 wurde im Alten Rathaus am Marktplatz das Homburger Heimatmuseum eingerichtet, das 1954 in Verbindung mit dem Stadtarchiv als neues Homburger Stadtmuseum im Rondell neu eröffnet wurde. Nach der Schließung des Museums wurde das Stadtarchiv 1988 dem Leiter des Kultur- und Verkehrsamtes, Klaus Kell, unterstellt und zunächst mit ehrenamtlichen Kräften besetzt, bevor es seit 2011 hauptamtlich betreut wird. Es ist heute im ehemaligen Elektrizitäts- und Wasserwerk untergebracht, das zwischen 1924 und 1983 als Rathaus II der Stadt Homburg diente.

## Bestände
Neben einer umfangreichen Akten- und Rechnungsüberlieferung, die in der Mitte des 18. Jahrhunderts einsetzt und mehr als 100 laufende Regalmeter umfassen, stehen 18 Kirchenbücher von 1681 bis 1798 sowie rund 400 Personenstandsregister seit 1798 zur Benutzung bereit. Darüber hinaus werden Stadt- und Gemeinderatsprotokolle seit 1825, Verwaltungsakten des ehemaligen herzoglichen Waisenhauses (1761–1920), Grundbücher (1787–1945), Amtsblätter (seit 1799) sowie zahlreiche Karten und Pläne verwahrt, die bis in die Mitte des 17. Jahrhunderts zurückreichen. Als Depositum wurde die Fotosammlung von Otto Bühler übernommen. Unter den Nachlässen ist insbesondere auf die Unterlagen von Oskar Orth und Jakob Kluding hinzuweisen. Das Pressearchiv umfasst mehr als 700 Bände und dokumentiert fast 30 unterschiedliche Zeitungen mit regionalem Bezug, die bis in den Vormärz zurückreichen. Die Präsenzbibliothek umfasst rund 3000 Medien zur Geschichte der Stadt und ihres Umlands.

## Öffentlichkeits- und Historische Bildungsarbeit
Neben didaktisch abgestimmten Archivführungen für Kinder, Schüler und Erwachsene bietet das Stadtarchiv thematische Stadtführungen sowie Friedhofsführungen an. Darüber hinaus können Schulungen zur Paläografie belegt werden, die auf die Lektüre und Auswertung handschriftlicher Überlieferungen vorbereiten. Das Stadtarchiv beteiligt sich aktiv an historischen Vorträgen zur Stadt- und Regionalgeschichte.